# 宇美町
宇美町（日语：／ Umi machi */?）是位于日本福岡縣福岡市東側的行政區劃，轄區的東部為三郡山地，南部為四王寺山，約有六成地區為山林地；中部區域為平原，多多良川的支流宇美川自東向西通過，町內的主要市區也是位於此區域。
2021年日本開始大規模接種COVID-19疫苗時，在宇美町負責接種的醫師黑田亮太仿照豐田汽車生產線，在體育館內擺放數十張保持社交距離的椅子供待接種疫苗者就座，醫師則坐在具有滑輪的椅子上，逐一滑至待接種者旁問診並接種疫苗；此方法可在一小時內完成120人次的疫苗接種，較傳統由待接種者逐一進入醫師所在診間的方式提升8倍的效率，也可用較少的醫護人力完成大批人的疫苗接種。也因此使得此接種方式被稱為「宇美町方式」或「宇美方式」。

## 人口
過去在二十世紀初期宇美町曾因煤礦開採而繁榮，但在1950年代後隨著能源轉型造成煤礦停止開採而一度沒落，不過由於主要市區距離福岡市中心僅約十公里，在1980年代後開始成為福岡市的通勤城鎮，現已成為福岡都市圈的一部份。
| 宇美町人口分布圖 |                                               |  |
| 宇美町與日本全國年齡別人口分布比較圖 （2005年資料） | 宇美町的年齡、男女別人口分布圖 （2005年資料） |  |
| ■紫色是宇美町 ■綠色是全国 | ■藍色是男性 ■紅色是女性                       |  |
| 宇美町人口變化 \| 1970年 \| 19,395人 \| \| \| 1975年 \| 19,982人 \| \| \| 1980年 \| 23,966人 \| \| \| 1985年 \| 28,594人 \| \| \| 1990年 \| 34,283人 \| \| \| 1995年 \| 36,728人 \| \| \| 2000年 \| 38,126人 \| \| \| 2005年 \| 39,136人 \| \| \| 2010年 \| 38,592人 \| \| \| 2015年 \| 37,927人 \| \| \| 2020年 \| 37,671人 \| \| |                                               |  |
| 資料來源：日本總務省統計中心提供之人口普查數據 |                                               |  |
| 1970年 | 19,395人                                      |  |
| 1975年 | 19,982人                                      |  |
| 1980年 | 23,966人                                      |  |
| 1985年 | 28,594人                                      |  |
| 1990年 | 34,283人                                      |  |
| 1995年 | 36,728人                                      |  |
| 2000年 | 38,126人                                      |  |
| 2005年 | 39,136人                                      |  |
| 2010年 | 38,592人                                      |  |
| 2015年 | 37,927人                                      |  |
| 2020年 | 37,671人                                      |  |

## 歷史
在日本書紀、古事記中記載三世紀時神功皇后出兵朝鮮半島後，在返回日本的路上於此的生下了應神天皇，日文中的的讀音（Umi）與「宇美」相同，據說此地因此而被稱為「宇美」。
七世紀時日本中央政權在四王寺山南側設立負責管理整個九州的大宰府時，也同時在四王寺山上建立了作為防衛用的軍事設施大野城，整座城的土壘及石垣總長度超過八公里，為當時少見的大型山城。
在令制國時代本地屬於筑前國糟屋郡，17世紀江戶時代後成為福岡藩的領地，福岡藩將糟屋郡分割為表糟屋郡和裏糟屋郡後隸屬表糟屋郡；直到19世紀末廢藩置縣後改隸屬福岡縣，1889年日本實施町村制，將過去的宇美村、炭燒村、井野村、四王寺村四個聚落合併設立為行政區劃宇美村，並再次隸屬表糟屋郡和裏糟屋郡合併而成的糟屋郡，宇美村後於1920年改制為宇美町。

## 行政

### 歷任首長
| 屆         | 任 | 姓名   | 上任日期     | 卸任日期     | 備註 |
| ---------- | -- | ------ | ------------ | ------------ | ---- |
|            | 18 | 神武照 | 1994年3月6日 | 1998年3月5日 |      |
|            | 18 | 神武照 | 1998年3月6日 | 2002年3月5日 |      |
|            | 19 | 安川博 | 2002年3月6日 | 2006年3月5日 |      |
|            | 19 | 安川博 | 2006年3月6日 | 2010年3月5日 |      |
|            | 19 | 安川博 | 2010年3月6日 | 2014年3月5日 |      |
|            | 20 | 木原忠 | 2014年3月6日 | 2018年3月5日 |      |
|            | 20 | 木原忠 | 2018年3月6日 | 現任         |      |
| 參考資料： |    |        |              |              |      |

## 交通

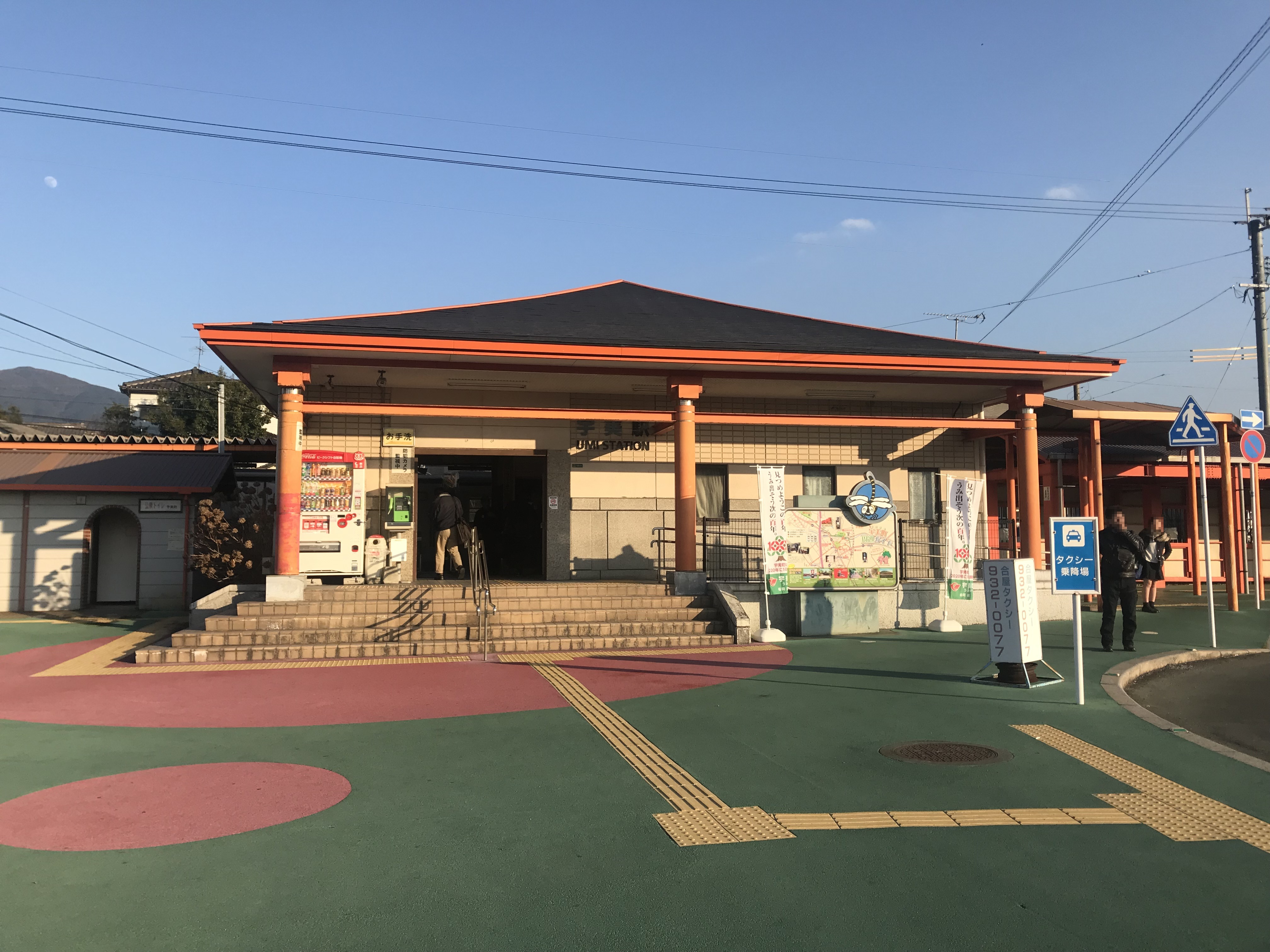
宇美車站

鐵路香椎線自北側須惠町接入町內的主要市區，該路線的終點站宇美車站也是町內唯一的車站，自宇美車站搭乘鐵路經位於粕屋町的長者原車站轉乘後可在約半小時抵達福岡市的博多車站，或是直接搭乘西日本鐵道的西鐵巴士也可在約四十五分鐘抵達博多車站旁的博多巴士站。
宇美町公所也以宇美車站為中心委託西日本鐵道經營「宇美町福祉巡迴巴士」，共規劃四條路線可連結町內各地。
過去日本國有鐵道曾有勝田線可自町內的宇美車站，沿著現在的縣道68號公路直接接往福岡市內的吉塚車站，不過過去由於長期虧損在1981年被列入特定地方交通線，最終在1985年停駛並廢線。

### 鐵路
- 九州旅客鐵道
  - 香椎線：（←須惠町） - 宇美車站

## 觀光資源

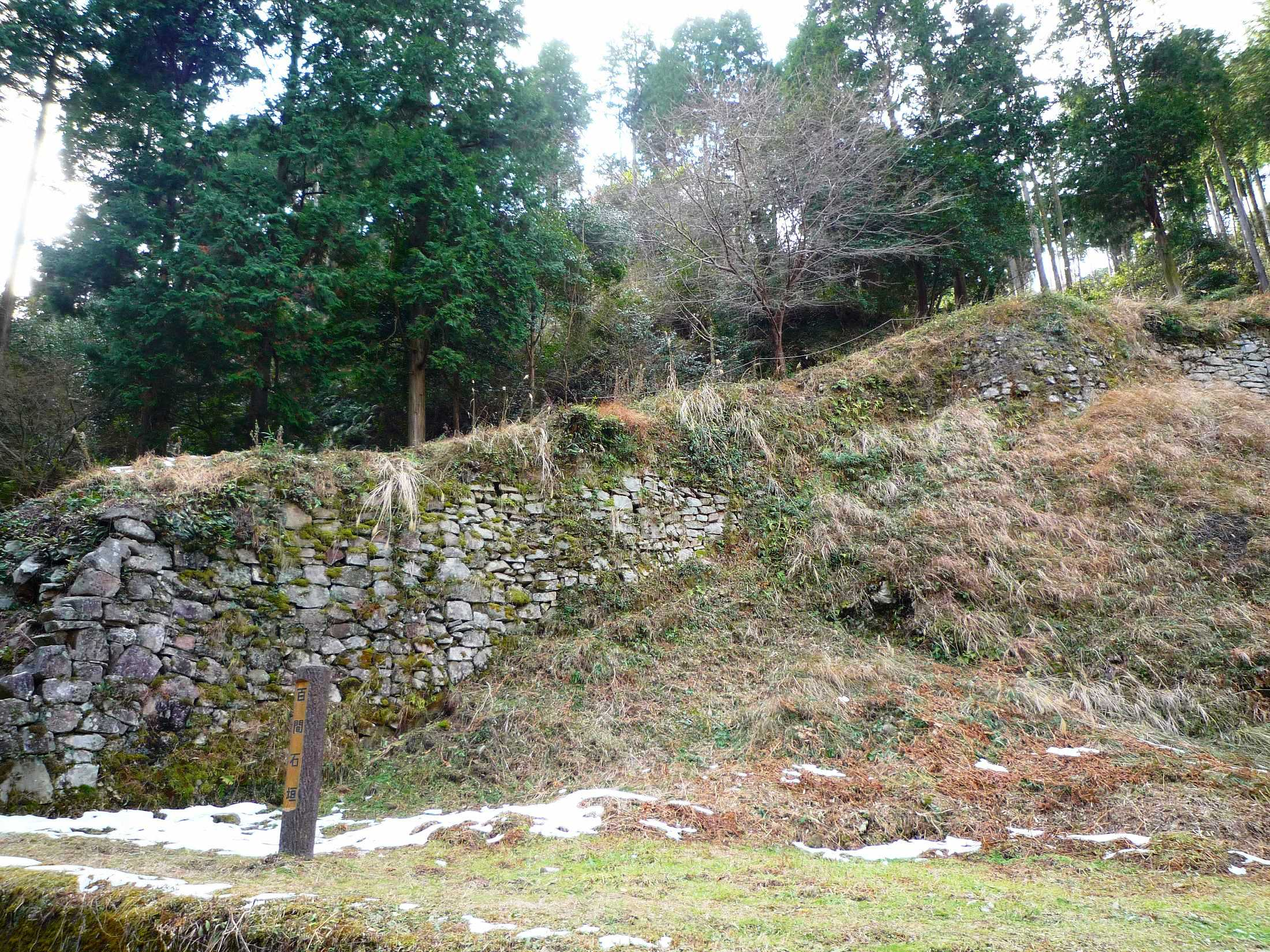
大野城的百間石牆遺跡

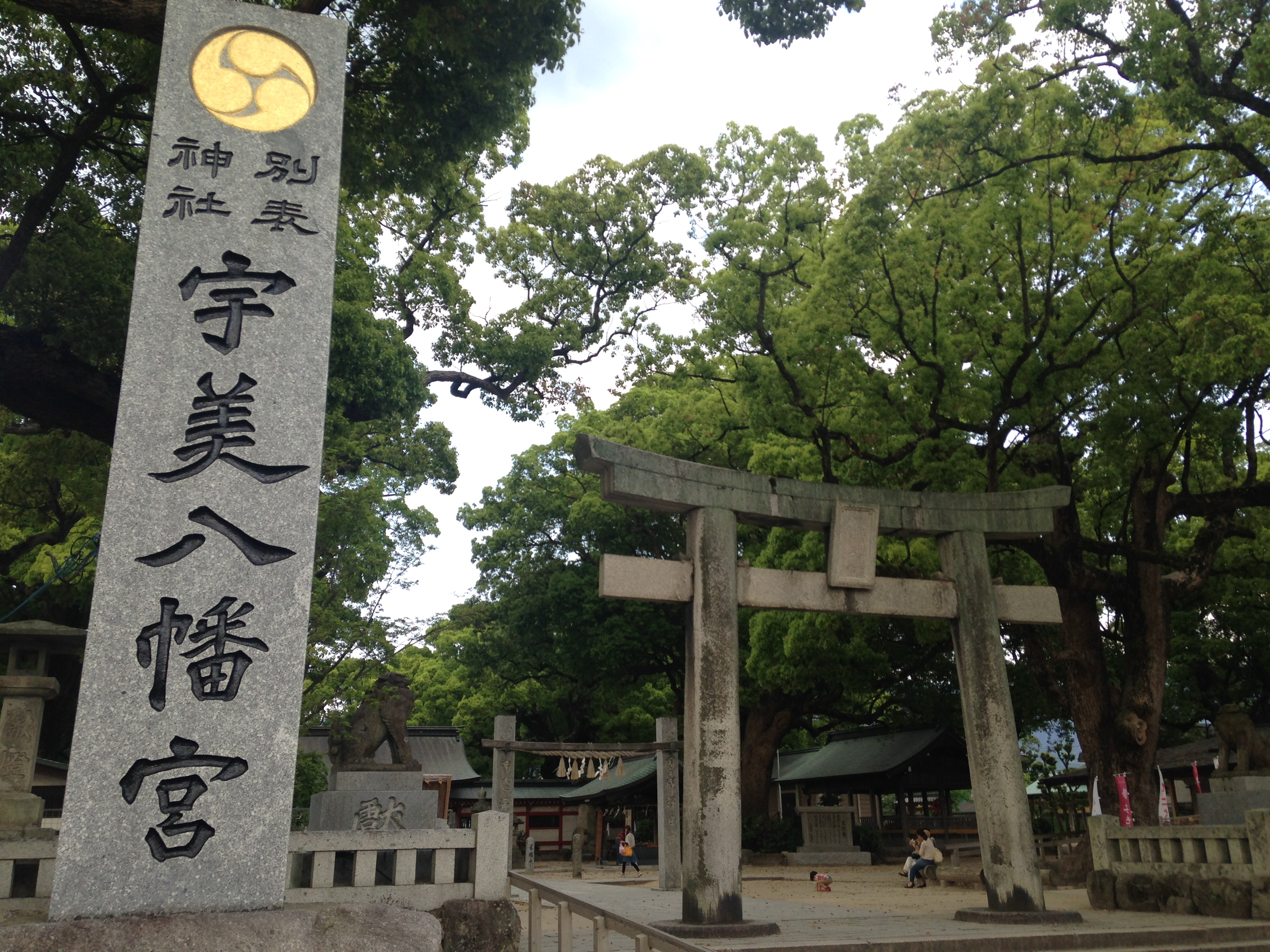
宇美八藩宮的鳥居及社名標

位於轄區南側與太宰府市、大野城市之間的四王寺山上有建於七世紀的古代山城大野城遺跡，其遺址範圍東西寬1.5公里，南北長約3公里，土壘、石壘等城牆總長達8公里，發現的城門遺址多達八個，遺址區域內挖掘出的建築遺址則多達近七十棟，為當時少有的大型山城，現已被列國家特別史蹟，該區域周邊342公頃的山林也被福岡縣政府劃為森林公園「四王寺縣民之森」。
位於市區內宇美車站西側的宇美八幡宮據傳建於五世紀，祭祀傳說中「宇美」之名由來相關的神功皇后、應神天皇，因此也成為祈禱順産及子女順利成長的神社，神社內有「子安之木」、「產湯之水」等供祈願的景點。

## 外部連結
- （日語） 宇美町觀光情報 （页面存档备份，存于）